# Peleteria analis
Peleteria analis là một loài ruồi trong họ Tachinidae.